# Kenneth Sillito
Kenneth Sillito (Newcastle upon Tyne (Anglaterra), 5 de març, 1939), és un violinista i director d'orquestra anglès.

## Biografia
Va néixer en una família de classe treballadora de Walter i Margaret Sillito. Va créixer a Stakeford. Va estudiar a la Royal Academy of Music amb David Martin (1911-1982) i a Roma amb Remy Prìncipe (1889-1977).
El seu primer càrrec va ser a l'Orquestra de Cambra Anglesa, que va dirigir fins al 1973. El 1966 va fundar el Quartet de Corda Gabrieli, on va ser el primer violinista fins al 1986. El 1971 va ser elegit membre de la Reial Acadèmia de Música (FRAM).{nota 1}
El 1980 va començar a treballar amb l'Acadèmia de St. Martin in the Fields, que més tard va dirigir, i es va convertir en director artístic juntament amb Iona Brown. També va dirigir el Conjunt de Cambra de l'Acadèmia de Sant Vito, Martin in the Fields. Va treballar amb l'Acadèmia fins al 2012.

## Treball
Durant la seva trajectòria, ha participat en un gran nombre d'enregistraments musicals. El novembre de 2019 es va publicar la seva autobiografia i memòries From the Leader's Chair.

## Premis
El 2017, va rebre la Medalla Cobbett pel servei a la música de cambra de la "Worshipful Company of Musicians".